# Epicyon
Epicyon è un genere estinto di mammiferi carnivori, appartenente ai canidi. Visse tra il Miocene inferiore e il Miocene superiore (tra 20 e 5 milioni di anni fa). I suoi resti fossili sono stati ritrovati in gran parte degli Stati Uniti e del Canada. È considerato uno dei più grandi canidi mai vissuti.

## Descrizione
Questo canide estinto era di grandi dimensioni: le specie di mole maggiore potevano superare i 100-125 chilogrammi di peso e il metro e mezzo in lunghezza. La specie tipo poteva raggiungere i 2,4 metri in lunghezza, 1 m di altezza al garrese e un peso fino a 170 kg.
Epicyon possedeva un cranio massiccio e corto, molto simile a quello di un lupo, la cui lunghezza poteva arrivare ai 35 centimetri. Le specie di maggiori dimensioni (come E. haydeni) svilupparono un aspetto pendente simile a quello delle iene, a causa delle zampe anteriori forti e lunghe. Come le iene, Epicyon possedeva il quarto premolare inferiore ingrandito e possenti mascelle, che permettevano un morso eccezionalmente potente.

## Classificazione

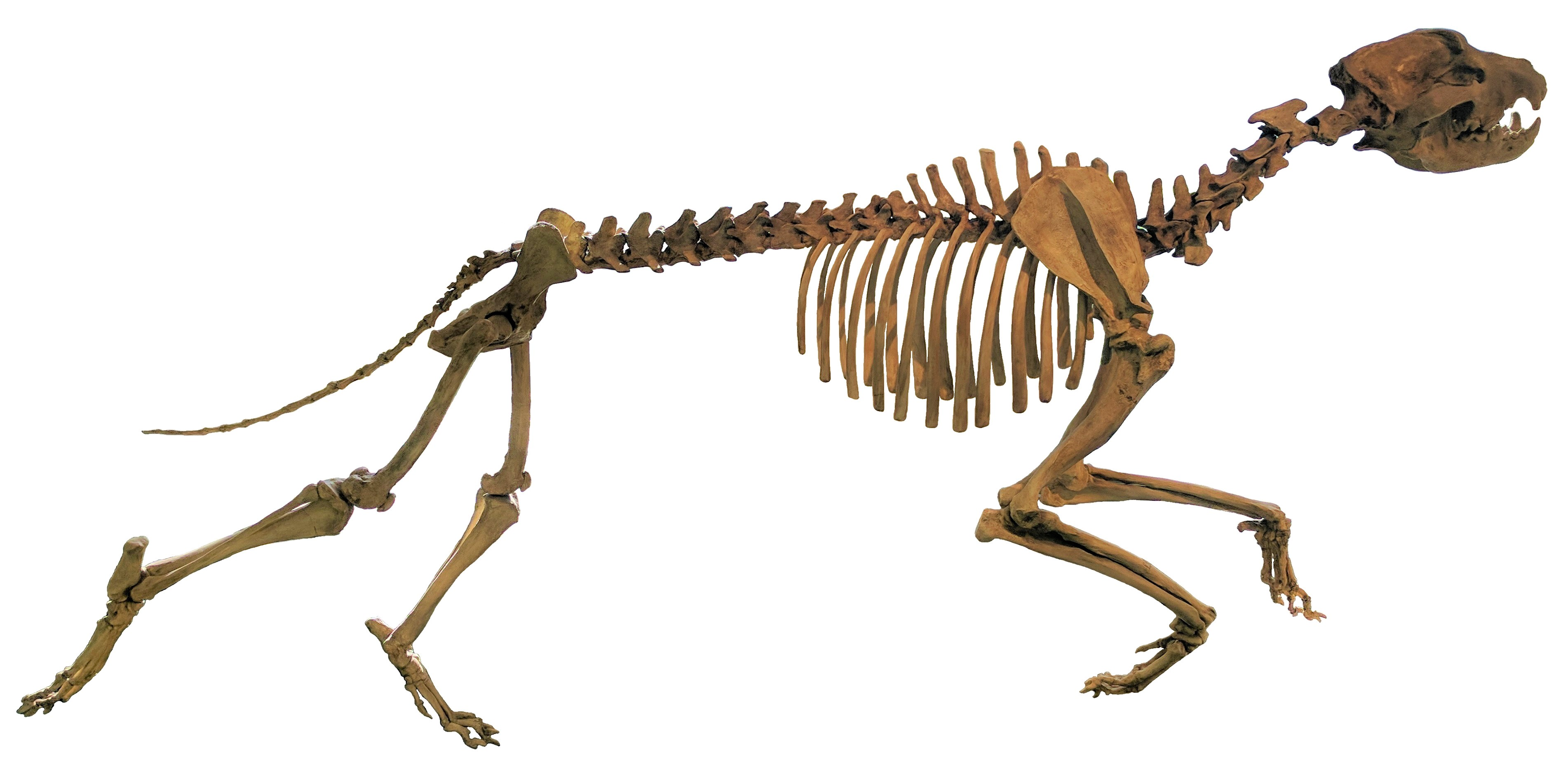
Scheletro di Epicyon haydeni

Epicyon è un rappresentante dei borofagini (Borophaginae), un gruppo di canidi che nel corso del Miocene svilupparono adattamenti particolari nel cranio e nella dentatura, simili a quelli delle iene attuali. Epicyon, in particolare, era un membro gigantesco della famiglia, che si originò da forme simili, ma più piccole (Protepicyon) e si evolse sviluppando un paio di morfotipi: uno più gracile (E. saevus) e uno più robusto (E. haydeni), che coesistettero negli stessi ecosistemi in gran parte del Nordamerica, dalla California all'Alberta, dalla Florida al Kansas, dal Nuovo Messico al Texas. Un'altra specie (E. aelurodontoides) è stata ritrovata esclusivamente in Kansas.

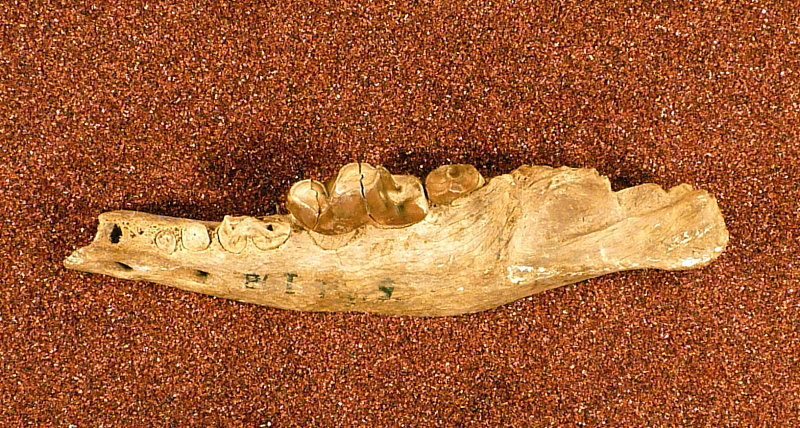
Mandibola di Epicyon saevus

## Paleoecogia
Epicyon doveva essere uno dei massimi predatori del suo ecosistema; i denti e le mascelle robuste erano adatte a spaccare le ossa delle sue prede, per estrarre il midollo nutriente. Si presume che le specie più piccole cacciassero prede di mole inferiore. Insieme a Epicyon vissero numerosi altri borofagini (Borophagus, Paratomarctus, Aelurodon e Carpocyon) e anche uno dei primi rappresentanti del genere Canis (Canis lepophagus).